# Günter Kunert
Günter Kunert (ur. 6 marca 1929 w Berlinie, zm. 21 września 2019 w Kaisborstel) był niemieckim pisarzem.

## Życiorys
Urodził się jako syn katolika i żydówki. Wielu jego krewnych ze strony matki zginęło podczas Holocaustu. W 1949 wstąpił do SED, w młodości interesował się twórczością B. Brechta i J. Bechera. Studiował grafikę w berlińskiej szkole artystycznej, jednak przerwał studia. Pracował w różnych gazetach, pisał teksty dla telewizji i radia. W 1962 został laureatem Nagrody Heinricha Manna. W 1976 podpisał protest przeciwko pozbawieniu obywatelstwa NRD W. Biermanna, za co został usunięty z SED. W 1979 przeniósł się do RFN. Pisał lakoniczne, sentencyjne wiersze (zbiory Wegschilder und Mauerinschriften z 1950, Notizen in Kreide z 1971, Unterwegs nach Utopia z 1977). Był autorem alegoryczno-parabolicznej powieści Im Namen der Hüte (1967), zbiorów krótkiej prozy (m.in. Ortsangaben z 1971, Sekretna biblioteka z 1972, pol. wyd. z 1980), a także reportaży, esejów i słuchowisk. Polski wybór jego poezji i miniatur literackich ukazał się pt. Nie tylko dla mnie (1969) i Pogrzeb odbędzie się w ciszy (1973).